# Дзурилла, Владимир
Владимир Дзурилла (словац. Vladimír Dzurilla; 2 августа 1942 — 25 июля 1995) — чехословацкий хоккеист, вратарь. Заслуженный мастер спорта Чехословакии.

## Биография
Родился 2 августа 1942 года в Братиславе, Словакия.
Слесарь по холодильным установкам по профессии, был вратарём чехословацкой сборной в течение 16 лет. Участник ЧМЕ 1963-1966, 1968-1970, 1972, 1976, 1977, ЗОИ 1964, 1968, 1972 (14 матчей). Финалист розыгрыша Кубка Канады 1976 (5 матчей). выиграв три золотые, три серебряные и четыре бронзовые медали на чемпионатах мира, а также одну серебряную и две бронзовые Олимпийские медали.
Всего в национальном первенстве Чехословакии на его счету 571 матч и ещё 139 игр за сборную этой страны.
 Чемпион ФРГ 1981.
Среди североамериканских болельщиков он в основном известен победой сборной Чехословакии над Канадой в 1976 году на Кубке Канады (1—0, где отразил 29 бросков).
Завершив игровую карьеру, Дзурилла стал тренировать молодых вратарей в Чехословакии, Швейцарии и Германии. Его последняя игра прошла в Стокгольме в мае 1995 года, когда сборная шведских ветеранов играла против сборной мира. В составе последней и выступал Дзурилла.
Умер 25 июля 1995 года от сердечного приступа в своём доме в Дюссельдорфе, Германия.
В 1998 году введён в Зал славы ИИХФ, с 2002 года — член Зала славы словацкого хоккея.
Награждён медалями «За заслуги в социалистическом строительстве» (1972 и 1976) ЧССР, Крестом Президента Словацкой Республики I степени (2002, посмертно) и Крестом Прибины 1 класса Словацкой Республики (2008, посмертно).

## Интересные факты
В песне А. Розенбаума «Очередь за хлебом» упоминается хоккейный матч с участием Дзуриллы:
Пас отдал Рагулин, Толя Фирсов щёлкнул,
И Дзурилла шайбу достаёт.